# Леонардо да Вінчі
Леона́рдо да Ві́нчі (італ. Leonardo da Vinci; 15 квітня 1452, селище Анк'яно в Тоскані поблизу Флоренції — 2 травня 1519, замок Кло-Люсе, Амбуаз) — італійський математик, художник (живописець, скульптор, архітектор), науковець (анатом, натураліст), винахідник, письменник, музикант, один з найбільших представників мистецтва Високого Відродження, яскравий приклад «універсальної людини».

## Життєпис

### Дитинство

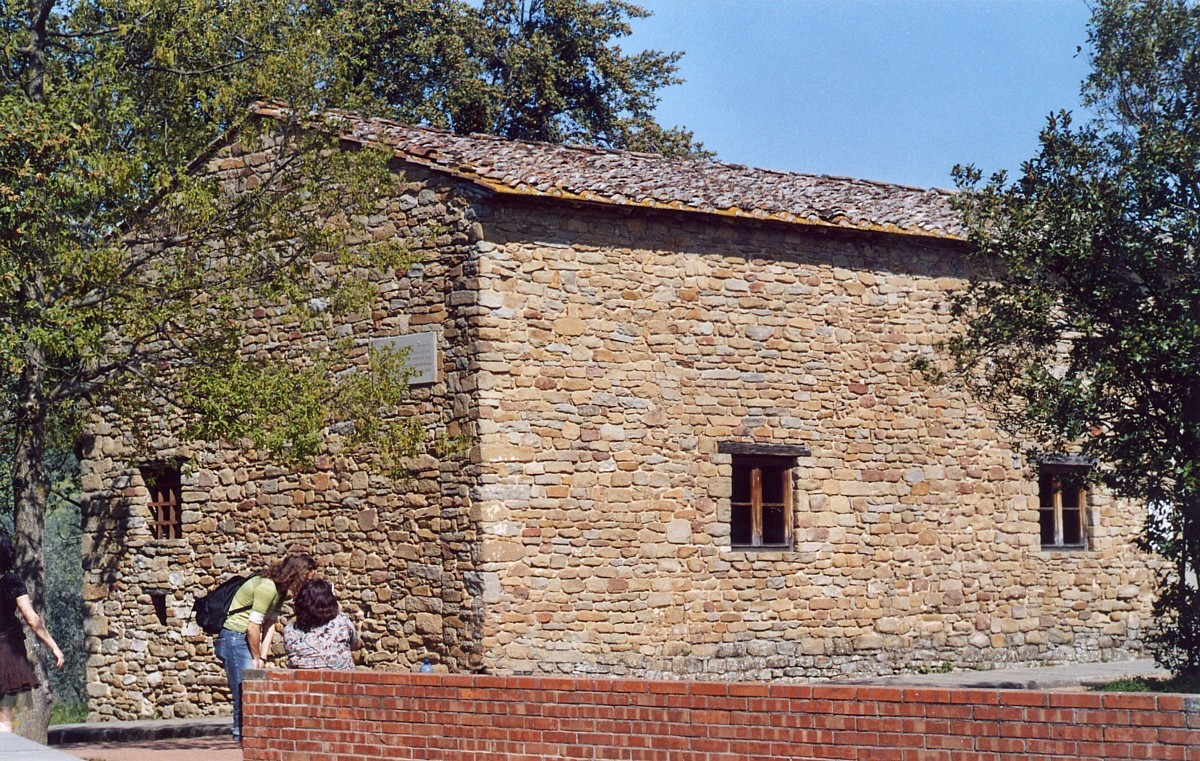
Будинок, в якому жив Леонардо

Леонардо да Вінчі народився 15 квітня 1452 року в селищі Анкіано поблизу Вінчі, укріпленої фортеці за 30 км від Флоренції, о «третій годині ночі», тобто о дев'ятій вечора за сучасним відліком часу.

Леонардо не мав прізвища в сучасному розумінні; «да Вінчі» означає просто «(родом) з містечка Вінчі». Повне його ім'я — Леонардо, син пана П'єро з Вінчі (італ. Leonardo di ser Piero da Vinci). У щоденнику діда Леонардо зазначено (дослівний переклад): 
|  | У суботу, о третій годині ночі 15 квітня народився мій онук, син мого сина П'єро. Хлопчика назвали Леонардо. Його хрестив отець П'єро ді Бартоломео. |

Він був позашлюбною дитиною 25-річного заможного флорентійського нотаріуса П'єро Фруозіно ді Антоніо да Вінчі та селянки Катерини ді Мео Ліппі. Перші роки життя, приблизно до 1457 року, Леонардо провів разом з матір'ю. Його батько незабаром одружився з багатою і знатною 16-річною дівчиною на ім'я Альбієра Амадорі. Але цей шлюб виявився бездітним, і П'єро забрав свого сина на виховання. Розлучений з матір'ю Леонардо все життя намагався відтворити її образ у своїх шедеврах.
У 1468 році, коли Леонардо було 16, його батько знову одружився з 20-річною Франческою Ланфредіні, яка також померла без дітей. Законні спадкоємці П'єро народилися від його третьої дружини Маргарити Ді Гульєльмо, яка народила шістьох дітей, і четвертої та останньої дружини Лукреції Кортіджяні, яка народила ще шестеро спадкоємців.
В Італії того часу до позашлюбних дітей ставилися майже як до законних спадкоємців. Леонардо отримав неформальну освіту з латини, геометрії та математики. Батько намагався залучити Леонардо до сімейної професії, але безуспішно: син не цікавився законами суспільства. Багато впливових людей міста Вінчі сприяли подальшій долі Леонардо.

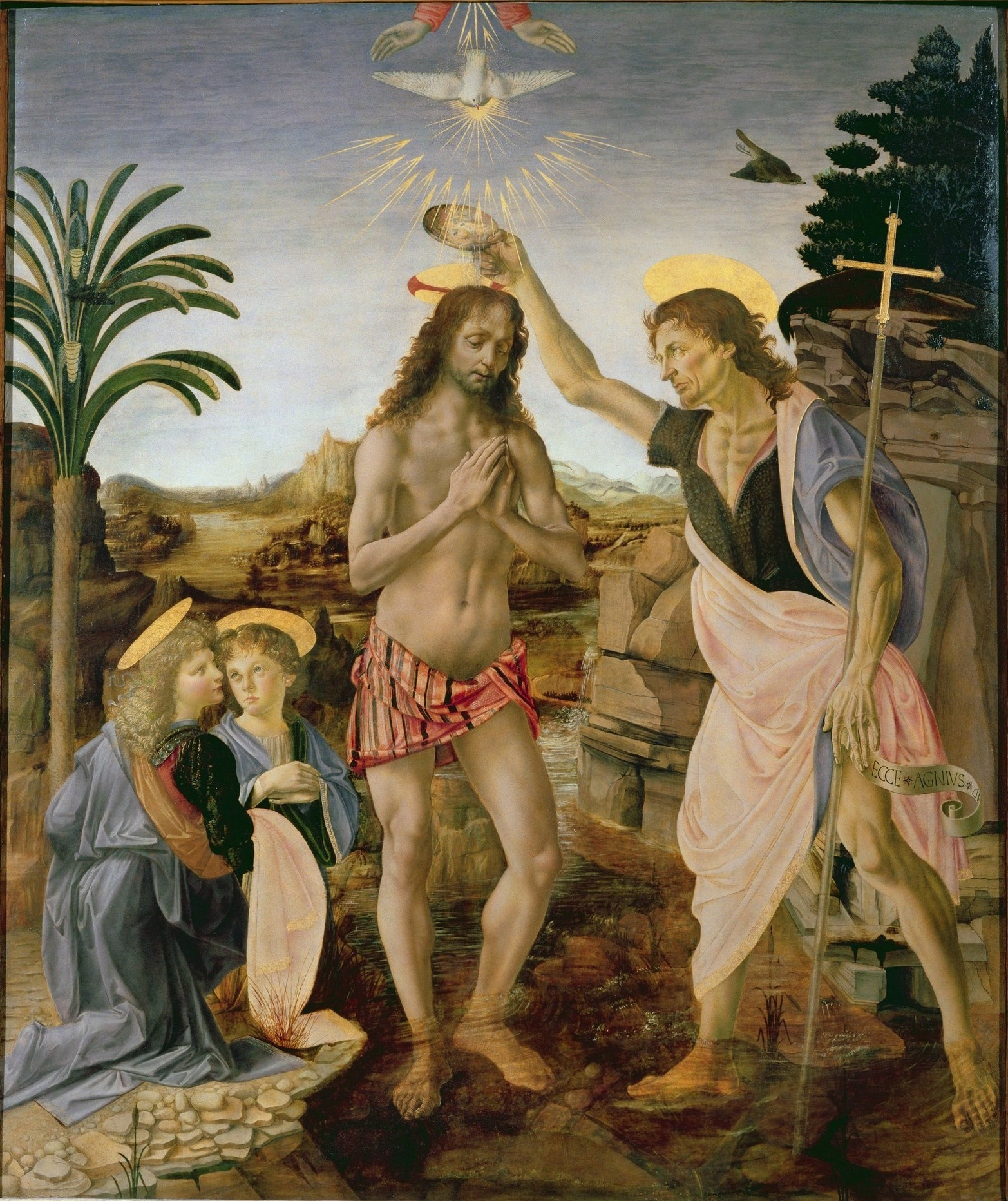
Картина Верроккьо «Хрещення Христа».
Ангел в лівому нижньому куті — творіння пензля Леонардо

### Творче життя

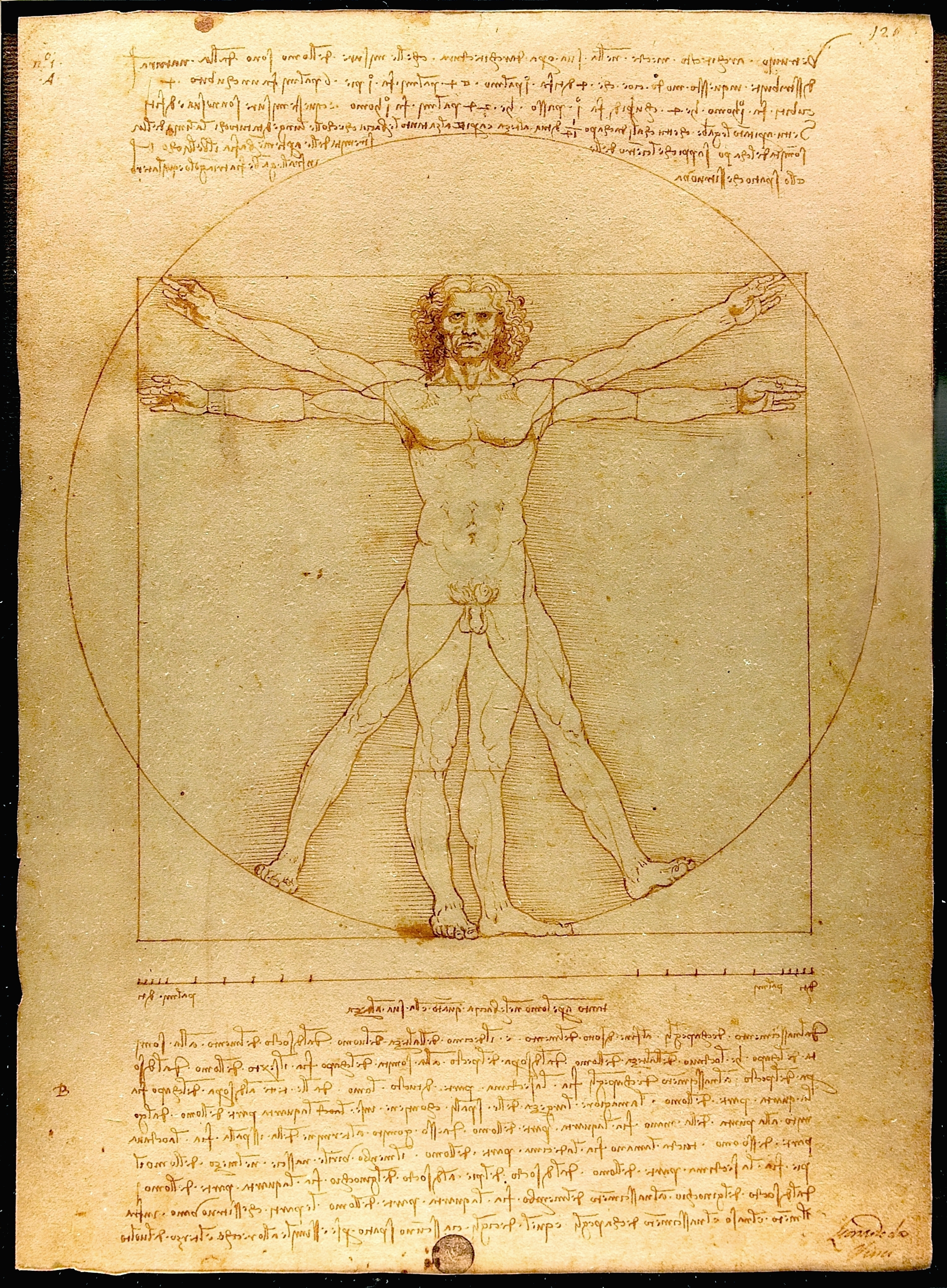
«Вітрувіанська людина»

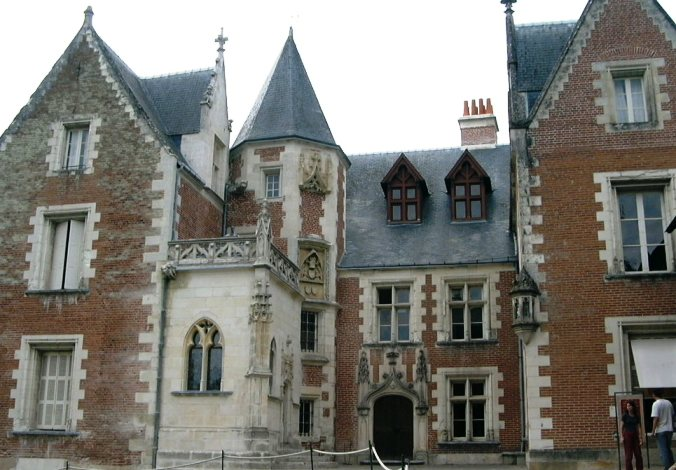
Кло-Люсе, місце смерті Леонардо

У середині 1460-х років сім'я Леонардо переїхала до Флоренції, яка на той час була центром християнської гуманістичної думки й культури та була інтелектуальним центром тодішньої Італії. Першим вчителем Леонардо вважають Андреа дель Верроккйо (італ. Andrea del Verrocchio), італійського скульптора та художника епохи Відродження. Це було приблизно в часи смерті великого скульптора Донателло, коли Леонардо було приблизно 14 років. Леонардо став підмайстром Верроккйо ще до 17 років, і пробув на навчанні у нього упродовж семи років.
У майстерні, крім Леонардо, навчалися Перуджино, Лоренцо ді Креді, Аньйоло ді Поло, працював Боттічеллі, часто бували такі відомі майстри, як Гірландайо та ін. У майстерні Верроккйо Леонардо здобув художні навички малювання, живопису, ліплення скульптур. А також вивчав гуманітарні науки та набув деяких технічних знань, включаючи креслення, хімію, металургію, обробку металів, лиття штукатурки, обробку шкіри, механіку та деревообробку. 
До 1473 року, у 20-річному віці, Леонардо отримав кваліфікацію майстра в Гільдії Святого Луки, об'єднанні художників і докторів медицини. Але навіть після того, як батько влаштував да Вінчі у власній майстерні, його прихильність до Верроккйо була такою сильною, що він продовжував співпрацювати і жити зі своїм вчителем.
Найбільш рання відома праця Леонардо — це малюнок чорнилом (pen-and-ink) долини Арно 1473 року, який був названий першим «чистим» пейзажем на Заході. За словами біографа живописців епохи Відродження XVI століття Джорджо Вазарі, молодий Леонардо був першим, хто запропонував зробити річку Арно судноплавним руслом між Флоренцією та Пізою.
У 24-річному віці Леонардо і ще троє молодиків були притягнені до судового розгляду за анонімним звинуваченням у содомії, але їх виправдали. Про його життя після цієї події відомо дуже мало. Ймовірно, він працював у власній майстерні у Флоренції в 1476—1481 роках. Мандрував Італією, займався математикою, інженерними справами.
У 1481 році монастир Сан Донато-а-Сісто замовив Леонардо великий вівтарний образ «Поклоніння Волхвів» (не завершений). Тоді ж почалася робота над картиною «Святий Ієронім». Між 1482 до 1499 року Леонардо переважно працював у Мілані.
У 1482 році 30-річний Леонардо, будучи, за словами Вазарі, дуже талановитим музи́кою, створив срібну ліру у формі кінської голови. Лоренцо Медічі послав його як миротворця до Людовіко Сфорца в Мілан, а ліру відправив з ним як подарунок. Цього ж року Леонардо почав роботу над кінним пам'ятником Франческо Сфорца, батька Людовіко Сфорца. Протягом 10 років Леонардо да Вінчі працював над цим монументом (глиняна модель статуї була зруйнована при взятті Мілана французами 1500 року; відома лише за підготовчими ескізами).
На цей період припадає і творчий розквіт Леонардо-живописця. У «Мадонні у скелях»
 1-й варіант — (1483–1486), Лувр, Париж;
 2-й варіант — (1486–1508), Національна галерея, Лондон) персонажі, розроблені Леонардо да Вінчі, представлені в оточенні чудового скелястого пейзажу, в якому відображені геологічні спостереження Леонардо да Вінчі. 
Навесні 1485 року Леонардо поїхав до Угорщини від імені Сфорци, щоб зустрітися з королем Матіасом Корвіном, і художникові доручили намалювати «Мадонну Літта». У 1485 році був створений «Портрет музиканта».
У 1487 році сконструйовано літальну машину — орнітоптер, яка відтворювала пташиний політ.
1489 року Леонардо зробив анатомічні малюнки черепів.
З 1490-х років Леонардо зосередився на архітектурі і анатомії. У 1490 році була створена «Вітрувіанська людина» — уславлений малюнок, який іноді називають канонічними пропорціями. Він створив глиняну модель кінного монумента Франческо Сфорца.
Впродовж 1495–1498 років Леонардо працював над фрескою «Таємна вечеря» у монастирі Санта-Марія делле Граціє у Мілані.
У 1499 році Мілан був захоплений французькими військами Людовика XII, Леонардо залишив Мілан, модель пам'ятника Сфорці була сильно пошкоджена. Він втік до Венеції, де працював військовим архітектором та інженером, розробляючи методи захисту міста від морської атаки.
По поверненню до Флоренції в 1500 році він був гостем монахів-сервітів у монастирі Сантіссіма Аннунціата. Тут йому була надана майстерня, де, за словами Вазарі, Леонардо створив «Богородицю з немовлям, св. Анною та св. Іваном Хрестителем» — роботу, яка викликала таке захоплення, що «чоловіки та жінки, молоді та старі» стікалися, щоб побачити це, «ніби вони відвідують великий фестиваль».
1502 року Леонардо вступив на службу до Чезаре Борджіа. Виконуючи обов'язки військового архітектора та інженера та подорожуючи зі своїм покровителем по Італії, Леонардо створив карту оплоту Чезаре Борджіа, містобудівний план Імоли, щоб завоювати його заступництво. Побачивши це, Чезаре найняв Леонардо своїм головним військовим інженером та архітектором. Пізніше в цьому році Леонардо створив ще одну карту для свого покровителя, одну з долини К'яна, Тоскана. Він створив цю карту спільно з іншим своїм проєктом — дамбою від моря до Флоренції, щоб забезпечити запас води для підтримки каналу протягом усіх сезонів.
1503 року повернувся до Флоренції, де 18 жовтня приєднався до гільдії Святого Луки. Тут да Вінчі створив картон до фрески «Битва в Анджарії (при Ангиарі)» і картину «Мона Ліза» (Лувр, Париж). Він конкурував з Мікеланджело, але мав з ним спільні роботи.
1505 року Леонардо багато спостерігав за птахами і зробив начерки механіки пташиного польоту.
У 1506 році повернувся до Мілана для служби у короля Франції Людовика XII, який на той час контролював північ Італії (дивись Італійські війни). 
У 1507 році Леонардо перебував у Флоренції, щоб розділити зі своїми зведеними братами маєток батька, який помер у 1504 році у 77-річному віці. Паралельно Леонардо вивчав будову людського ока. До 1508 року Леонардо повернувся в Мілан у власний будинок в Порта-Орієнтале у парафії Санта-Бабіла. Працював над кінним пам'ятником маршалові Трівульціо (1508–1512), розписував собор Святої Анни (1509 рік). 1512 року створив «Автопортрет».
У 1513 році Леонардо переїхав до Рима під заступництво папи Льва X. Впродовж трьох років жив у римському Бельведері, де працював над картиною «Іван Хреститель». У Бельведері да Вінчі створив серію малюнків на тему всесвітнього потопу. Він займався ботанікою в садах Ватикану, і йому доручили скласти плани щодо пропонованого папою осушення Понтійських боліт. Він також розтинав трупи, роблячи нотатки до трактату про голосові зв’язки.
Тоді ж Леонардо захворів — у нього стався інсульт, що, можливо, було першим із багатьох ударів, що призвели до його смерті.

## Останні роки
1516 року Леонардо прийняв запрошення французького короля і оселився в його замку Кло-Люсі, де король Франциск I провів своє дитинство, неподалік від королівського замку Амбуаз. В офіційному званні першого королівського художника, механіка, інженера і архітектора Леонардо отримував річну ренту в тисячу екю. Ніколи до цього в Італії Леонардо не мав звання інженера або фортифікатора, як він себе позиціював, не маючи при цьому військового досвіду. Леонардо був не першим італійським майстром, який милістю французького короля отримав «свободу мріяти, мислити і творити», — до нього подібну честь поділяли Андреа Соларіо і Фра Джованні Джокондо.
Леонардо був присутній при зустрічі короля Франциска I з папою Львом X у Болоньї 19 грудня 1515 року. Франциск доручив майстру сконструювати механічного лева, здатного ходити, з грудей якого з'являвся би букет лілій. Можливо, цей лев вітав короля в Ліоні або використовувався під час переговорів з папою.
Близько 1517 р. його учень Франческо Мельці намалював портрет Леонардо, існує також малюнок Джованні Амброджо Фігіно із зображенням Леонардо у віці 65 років із паралізованою правою рукою. Тож у Франції Леонардо практично не малював і він насилу пересувався без сторонньої допомоги. Проте успішно займався організацією придворних свят, плануванням нового палацу в Роморантані, для якого задумувалась зміна річкового русла, проєктом каналу між Луарою і Соною, парадними двобічними спіральними сходами в замку Шамбор.

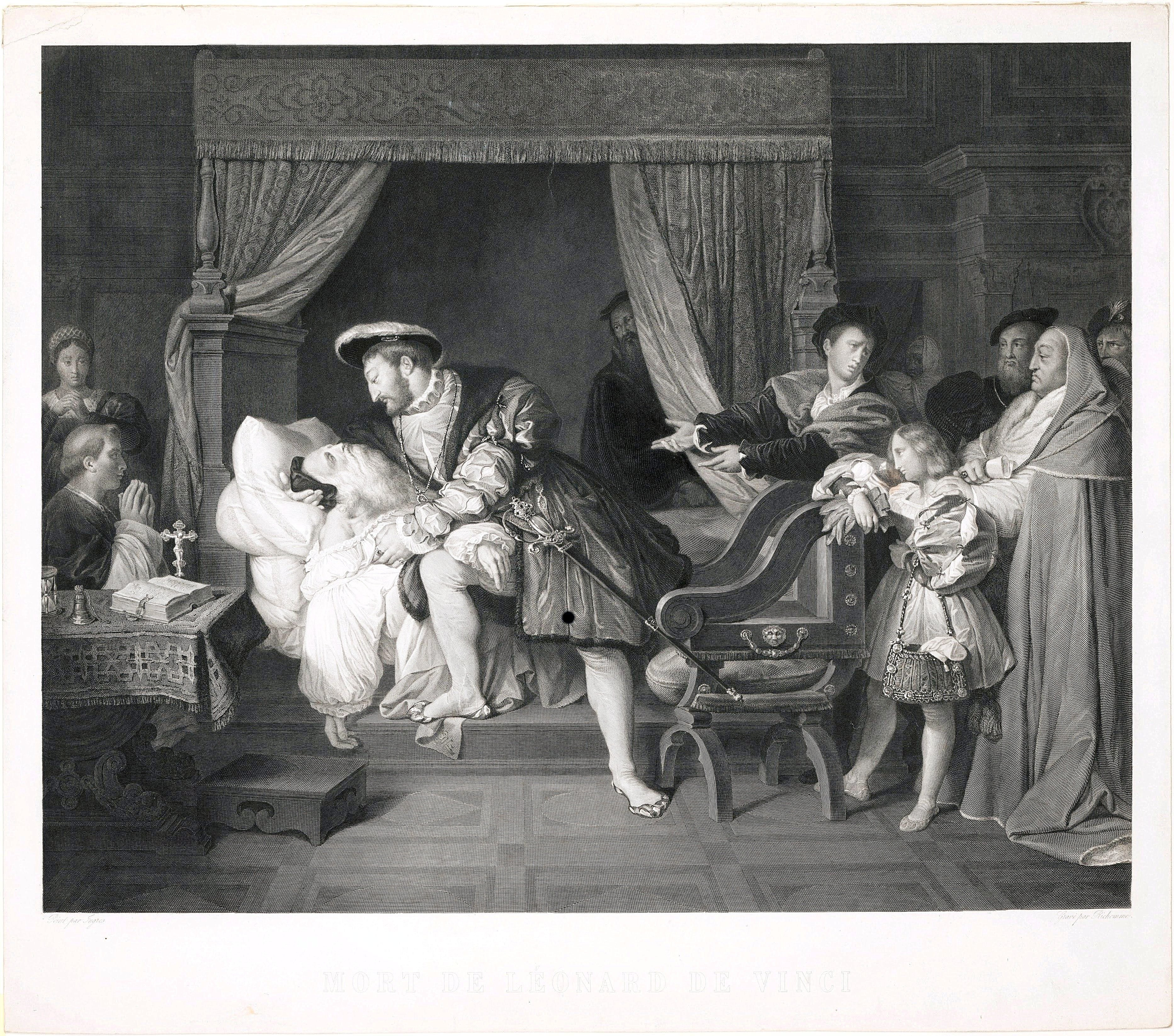
Смерть Леонардо да Вінчі. Жозеф-Теодор Рішом після Жана-Огюста-Домініка Енгра, (бл. 1825)

Третій рік життя в Амбуазі 67-річний Леонардо провів вже прикутий до ліжка. 23 квітня 1519 року він залишив заповіт, а 2 травня помер в оточенні учнів і своїх шедеврів у Кло-Люсе. Вазарі описує, що в останні дні, на смертному одрі, Леонардо каявся, що «він образив Бога і людей, не вдавшись до свого мистецтва, як мав би це робити», й послав за священником, щоб сповідатися й прийняти Святе Таїнство.
За словами Вазарі, да Вінчі помер на руках короля Франциска I, свого близького друга. Ця малоймовірна, але поширена у Франції легенда знайшла віддзеркалення в полотнах Жана-Огюста-Доменіка Енгра, Ангеліки Кауфман і багатьох інших живописців.
Леонардо да Вінчі був похований у замку Амбуаз. На могильній плиті вибито напис: «У стінах цього монастиря покоїться прах Леонардо да Вінчі, найвеличнішого художника, інженера й архітектора Французького королівства».
Його основним спадкоємцем був Франческо Мельці, який наступні 50 років залишався головним розпорядником спадку майстра, що включав, окрім картин, інструменти, бібліотеку і не менше 50 тисяч оригінальних документів на різні теми, з яких до наших днів збереглася лише третина. Іншому учню Салаї та слузі Леонардо дісталося по половині виноградників да Вінчі.

## Особисте життя
У Леонардо було багато друзів, були учні. Втім, схоже, він не мав близьких стосунків із жінками, крім дружби з Чечілією Галлерані та двома сестрами Беатріче та Ізабеллою.
Що ж стосується любовних стосунків, достовірних відомостей на цей рахунок немає, оскільки Леонардо ретельно приховував цю сторону свого життя. Одружений він не був, про романи з жінками достовірних відомостей немає. За деякими версіями, у Леонардо був зв'язок із Чечілією Галлерані, фавориткою Лодовіко Моро, з якої він написав свою знамениту картину «Пані з горностаєм».
Його орієнтація є темою запеклих дискусій, починаючи з середини XVI століття до нашого часу. Дослідженням цього питання займався Зиґмунд Фройд. Ймовірно, художник мав стосунки зі своїми учнями Салаї та Франческо Мельці.[джерело?] Судові записи 1476 року свідчать, що 24-річного Леонардо та трьох інших молодиків звинуватили в содомії з добре відомим на той час проститутом. Звинувачення були зняті за браком доказів. 
Вважається, що да Вінчі був вегетаріанцем (Андреа Корсан в листі до Джуліано ді Лоренцо Медічі порівнює Леонардо з одним індусом, який не їв м'яса). За словами Вазарі, да Вінчі мав звичку купувати птахів, що перебували у клітці, й звільняти їх. Часто приписувана да Вінчі фраза «Якщо людина прагне до свободи, чому він птахів і звірів тримає в клітках?.. людина воістину цар звірів, адже він жорстоко винищує їх. Ми живемо, забиваючи інших. Ми ходячі кладовища! Ще в ранньому віці я відмовився від м'яса» взята з англійського перекладу роману Дмитра Мережковського «Воскреслі боги. Леонардо да Вінчі».
У числі захоплень Леонардо були навіть кулінарія та мистецтво сервірування. У Мілані впродовж тринадцяти років він був розпорядником придворних бенкетів. Він винайшов кілька кулінарних пристосувань, що полегшують працю кухарів.

## Підсумки
Ще 1477 року Леонардо да Вінчі покинув майстерню Андреа дель Верроккйо і формально став самостійним майстром. Незважаючи на непогану обдарованість, його перспективи не були ні широкими, ні сприятливими.
- Як позашлюбна дитина, він не мав прав на навчання в університеті. Все життя Леонардо був вимушений займатися самоосвітою і ніколи не знав латини, мови освічених осіб того часу. Його рукописи і щоденникові записи написані народною мовою або зашифрованим письмом.

- Леонардо не опанував техніки фрески, що було суттєвим недоліком його художньої освіти. Статус італійського художника передбачав знання технології фрески, адже переважна більшість італійських художників його доби перш за все фрескісти (від Джотто, Мазаччо, Доменіко Гірляндайо до Рафаеля Санті і Мікеланджело).

- Леонардо мав непродуктивний художній темперамент і нешвидкий характер. Звідси надзвичайно довгі терміни праці над кожним замовленим твором (праця роками то над портретом Мони Лізи, то над «Таємною вечерею», то над конем для монумента Сфорца). Навіть наявність численних учнів не прискорювала виконання ним замовлених картин, а кількість завершених творів залишилася відносно невеликою, що, тим не менш, не може применшити значення кожного його окремого твору.

## Мистецтво

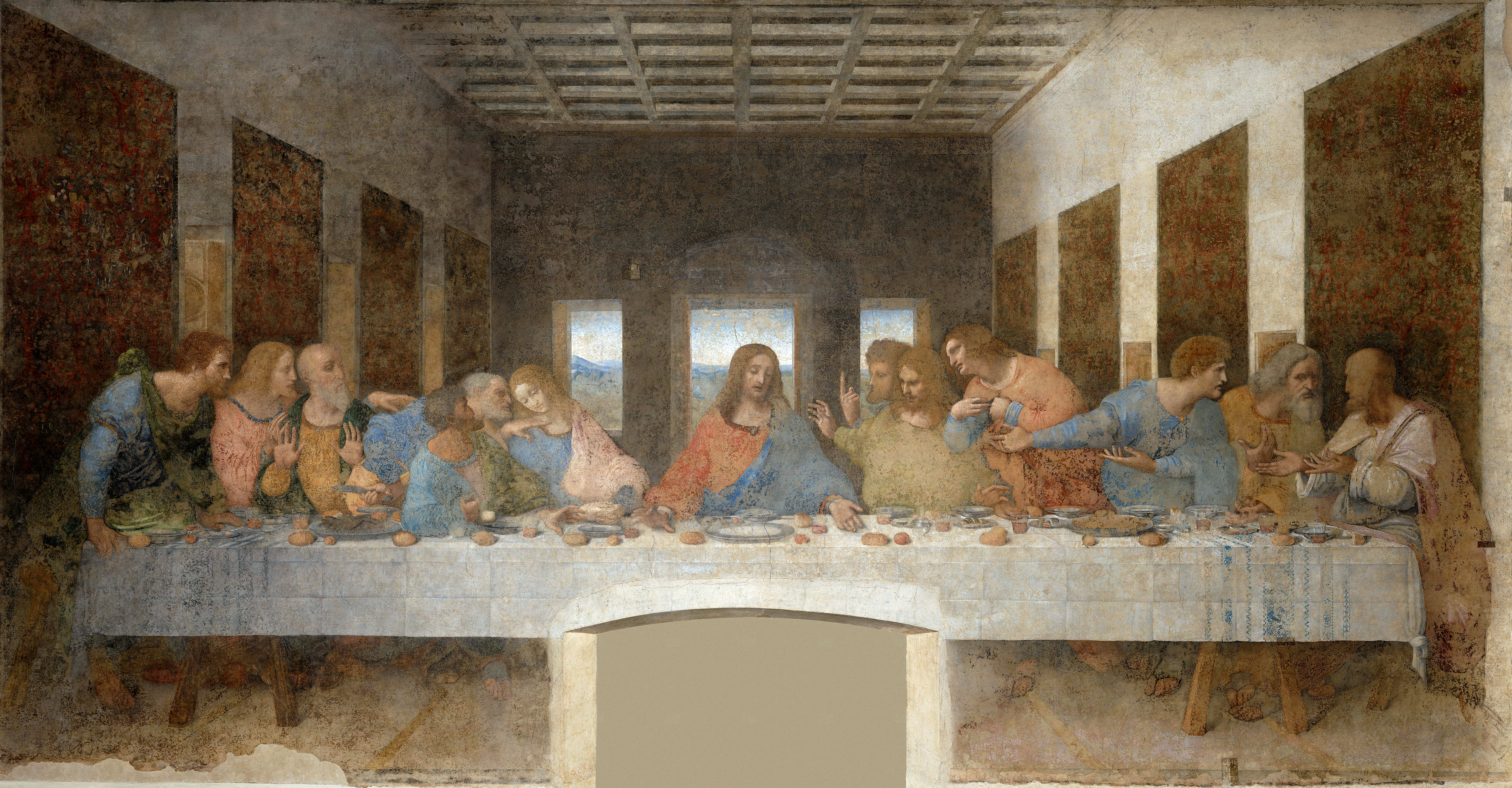
«Таємна вечеря» (1498)

Нині Леонардо найбільше відомий як художник. Крім того, цілком можливо, що да Вінчі міг бути скульптором: дослідники з університету Перуджі — Джанкарло Джентіліні і Карло Циці — стверджують, що знайдена ними в 1990 році теракотова голова є єдиною скульптурною роботою Леонардо да Вінчі, що дійшла до нас. Проте сам Да Вінчі в різні періоди свого життя вважав себе найперше інженером або ученим. Він віддавав образотворчому мистецтву не дуже багато часу і працював поволі. Тому художня спадщина Леонардо кількісно невелика, а низка його робіт втрачена або значно пошкоджена. Проте його внесок в світову художню культуру є винятково важливим навіть на тлі тієї когорти геніїв, яку дало Італійське Відродження.

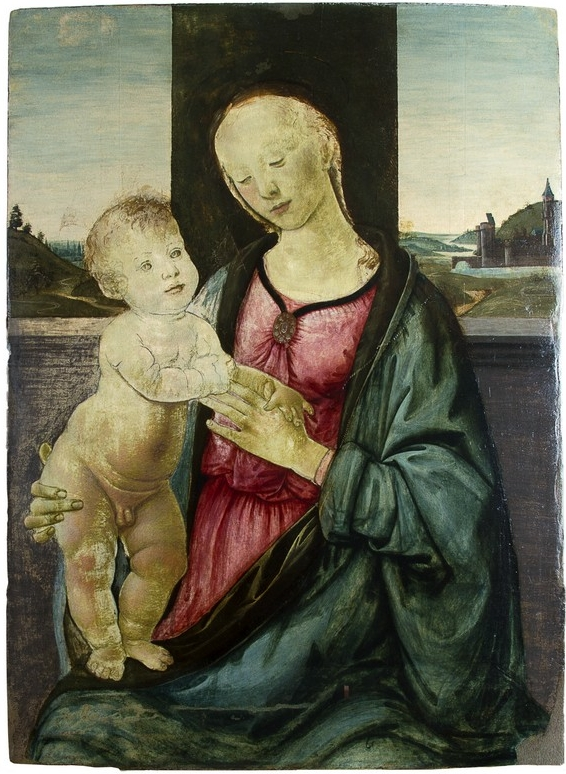
«Мадонна з Камалдолі», (між 1450 та 1488)

Завдяки його роботам мистецтво живопису перейшло на якісно новий етап свого розвитку. Художники Ренесансу рішуче відмовлялися від багатьох умовностей середньовічного мистецтва. Це було спрямування у бік реалізму і багато було досягнуто у вивченні перспективи, анатомії, більшої свободи в композиційних рішеннях. Але в плані живописності, роботи з фарбою, художники були доволі умовні і скуті. Лінія на картині чітко окреслювала предмет, і зображення мало вигляд розфарбованого малюнка. Найбільш умовним був пейзаж, який грав другорядну роль. Леонардо усвідомив і втілив нову живописну техніку. У нього лінія має право на розмитість, бо так ми її бачимо. Він усвідомив явища розсіювання світла в повітрі і виникнення серпанку, (сфумато), між глядачем і зображеним предметом, який пом'якшує колірні контрасти і лінії. У результаті реалізм у живопису перейшов на якісно новий рівень.
Леонардо першим пояснив, чому небо синє. У книзі «Про живопис» він писав: «Синява неба відбувається завдяки товщі освітлених частинок повітря, яка розташована між Землею і знаходиться вгорі чорнотою».
Леонардо не залишив жодного автопортрету, який би міг йому бути однозначно приписаний. Науковці засумнівалися в тому, що знаменитий автопортрет сангіною Леонардо (традиційно датується 1512–1515 роками), що зображує його в старості, є таким. Вважають, що, можливо, це всього лише етюд голови апостола для «Таємної вечері». Сумніви в тому, що це автопортрет художника, висловлювалися з XIX століття, останнім їх висловив один з найбільших фахівців з Леонардо, професор П'єтро Марані. Італійські науковці заявили про виявлення раннього автопортрета Леонардо да Вінчі. Відкриття належить журналісту П'єро Анджела[джерело?].
Леонардо віртуозно грав на лірі. Коли в суді Мілана розглядалася справа Леонардо, він фігурував там саме як музикант, а не як художник чи винахідник.

### Список живописних творів
| Назва                              | Рік               |
| ---------------------------------- | ----------------- |
| Пейзаж долини річки Арно           | 15 серпня 1473    |
| Хрещення Христа                    | 1473—1475         |
| Благовіщення                       | 1473—1475         |
| Поклоніння волхвів                 | 1472—1477         |
| Портрет Джиневри де Бенчі          | близько 1475—1478 |
| Мадонна з квіткою (Мадонна Бенуа)  | 1478—1480         |
| Мадонна Літта                      | 1478—1482         |
| Мадонна в скелях (Мадонна в гроті) | 1483—1486         |
| Пані з горностаєм                  | близько 1488—1490 |
| Портрет музиканта                  | 1485—1490         |
| Таємна вечеря                      | 1494—1498         |
| Мона Ліза (Джоконда)               | 1503—1513         |
| Битва при Ангіарі                  | 1503—1505         |
| Леда і лебідь                      | 1508—1514         |
| Іван Хреститель                    | 1512              |
| Автопортрет Леонардо               | 1512 (?)          |

## Наука і техніка

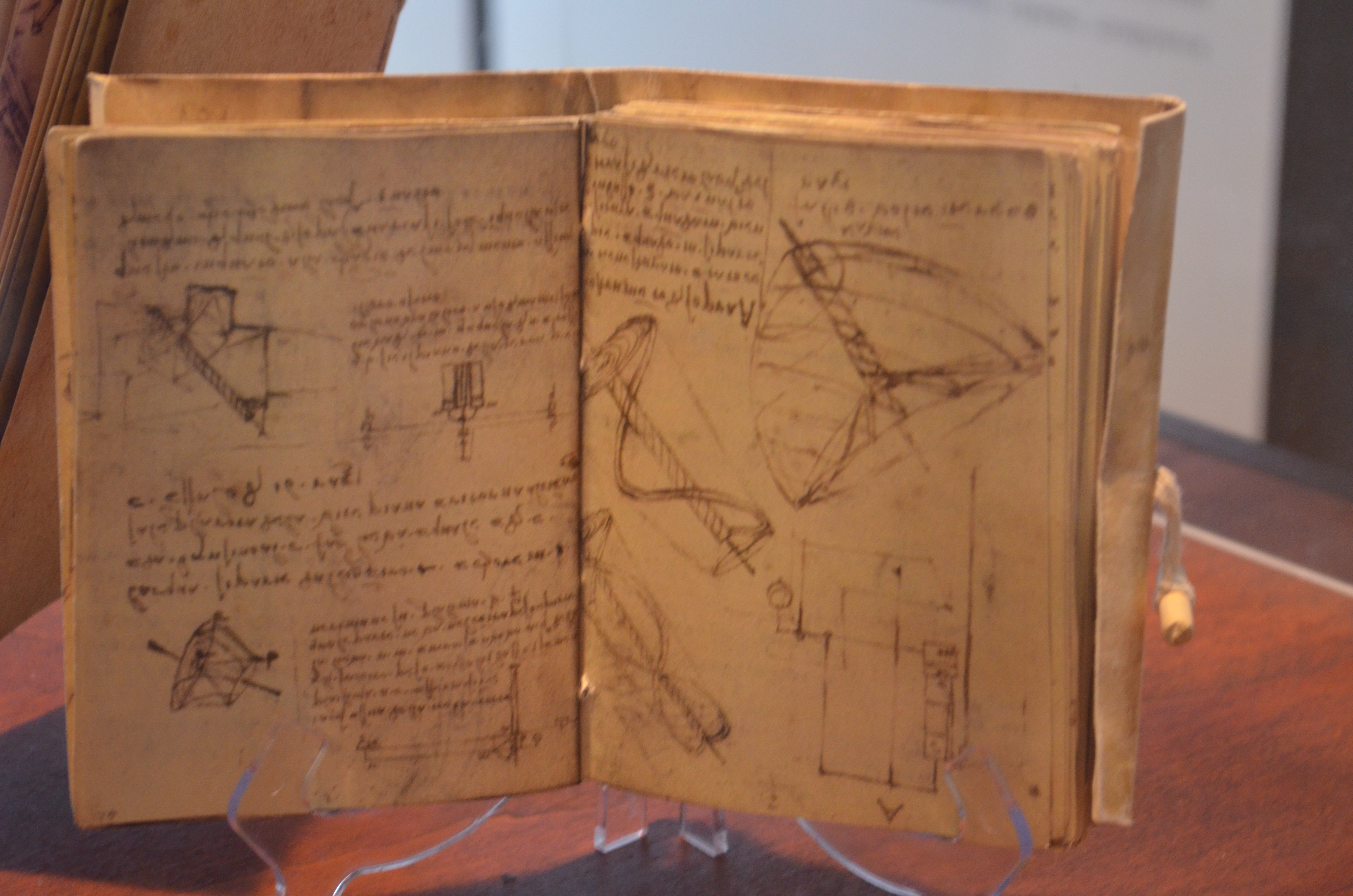
Рукопис да Вінчі на виставці в Києві

Важливим джерелом вивчення поглядів Леонардо да Вінчі є його записні книжки і рукописи (близько 7 тисяч аркушів), написані розмовною італійською мовою, тому що Леонардо не знав латини. Сам він не залишив систематичного викладення своїх думок. «Трактат про живопис», складений після смерті учнем Леонардо Франческо Мельці з фрагментів, багато в чому самостійно взятих із контексту його записок, справив значний вплив на художню європейську практику і теоретичні думки. Для самого Леонардо да Вінчі мистецтво і наука були пов'язані нерозривно. Живопис він розумів як універсальну мову (подібно математиці у сфері науки), в якій втілені пропорції та перспективи виявлення розумного початку, який царює в природі.
Особливу увагу Леонардо да Вінчі приділяв механіці, називаючи її «раєм математичних наук» і бачачи в ній головний ключ до таємниць світопізнання. Він зробив спроби встановити коефіцієнти тертя і ковзання, вивчав опір металів, займався гідравлікою. Численні гідротехнічні досліди допомогли Леонардо правильно описати рівновагу рідини у посуді.
Леонардо да Вінчі цікавили проблеми польоту. У Мілані він робив багато малюнків і вивчав літальний механізм птахів різних порід і кажанів. Окрім спостережень, він виконував досліди, але вони всі були невдалими. Леонардо дуже хотів побудувати літальний апарат. Він говорив: «Хто знає все, той може все. Аби дізнатися — і крила будуть!» Спочатку Леонардо розробляв політ за допомогою крил, що приводяться в рух м'язовою силою людини: ідея простого апарату Дедала й Ікара. Але потім він дійшов думки про спорудження такого апарату, до якого людина не прикріплялась, а зберігала повну свободу, щоб керувати ним; приводитися в рух апарат мав власною силою. Це по суті ідея аероплана. Щоб успішно практично побудувати і використовувати апарат, Леонардо не вистачило тільки ідеї мотора, що має достатньої сили. Леонардо да Вінчі працював над апаратом вертикального зльоту і посадки. На вертикальному «ornitottero» Леонардо планував розмістити систему втяжних сходів. Прикладом йому послужила природа: «подивися на кам'яного стрижа, який сів на землю і не може злетіти через свої короткі ноги; а коли він у польоті, втягни сходи, як показано на другому зображенні зверху. Так треба злітати з площини; ці сходи служать ногами». Що стосується приземлення, він писав: «Ці гачки (увігнуті клини), які прикріплені до основи сходів, служать для тих же цілей, що і кінчики пальців ніг людини, яка на них стрибає і при цьому тіло її не стрясається так, як було би при стрибанні на каблуках».
Леонардо да Вінчі вперше описав природу унікального небесного явища, яке можливо інколи спостерігати під час заходу Сонця, коли на горизонті є півмісяць, але видно контури повного Місяця. Цей ефект примарного повного Місяця, який отримав назву “Сяйво да Вінчі”, виникає від світла, яке випромінює Земля навіть після заходу Сонця. Виявляється саме Земля є джерелом світла, яке приблизно в 50 разів яскравіше, ніж світло від повного Місяця. Коли Леонардо да Вінчі висунув теорію про це, Коперник ще навіть не опублікував теорію про те, що Земля обертається навколо Сонця. Але завдяки художньому розумінню світла й тіні та інженерному розумінню геометрії, Леонардо зміг з’ясувати, звідки походить попелясте світіння навколо півмісяця та причину того, чому можна було побачити контур повного Місяця.
Вивчаючи будову людського ока, Леонардо да Вічні висловив правильні здогади про природу бінокулярного зору. В анатомічних дослідах його узагальнювальні результати розтинів, у деталізованих малюнках закладені основи сучасної наукової ілюстрації. Почавши від простої інвентаризації органів до вивчення функції, він розглядав організм як зразок природної механіки. Леонардо да Вінчі вперше описав низку кісток та нервів, висловив пропозиції про антагонізм м'язів, особливу увагу приділяв проблемам ембріології і порівняльної анатомії. У дослідах з виділенням різних органів у тварин Леонардо да Вінчі прагнув запровадити дослідницький експериментальний метод у біологію. Він вперше почав розглядати ботаніку як самостійну біологічну дисципліну, виділяючи структурно-функціональні моменти. Він дав опис листкорозміщення, геліотропізму і геотропізму, кореневого тиску та руху соків рослини.
Як учений та інженер Леонардо да Вінчі збагатив глибокими дослідженнями майже всі сфери науки того часу, розглядаючи свої замітки і малюнки як підготовку до гігантської енциклопедії людських знань. Скептично ставлячись до популярного на той час ідеалу науковця-ерудита, Леонардо да Вінчі був найяскравішим представником нового, заснованого на експерименті знання. Займаючись архітектурою, він розробляв різні варіанти ідеального міста і центрально-купольного храму. На службі у правителя Мілану Людовіко Сфорца (1481–1482) Леонардо да Вінчі був військовим інженером-гідротехніком, організатором придворних свят і феєрій.
Любов до моделювання приводила Леонардо да Вінчі до геніальних конструктивних здогадок, які набагато випередили епоху; такими є ескізи проєктів металургійних печей і прокатних станів, ткацьких верстатів, друкарських, деревообробних, землеробних та інших машин, підводного човна і танка, а також розроблені після ретельного вивчення польоту птахів конструкції літальних апаратів і парашута.
Записки Леонардо да Вінчі науково-технічного змісту стали відомими широкому колу дослідників лише наприкінці XVIII століття, майже через 300 років після його смерті, коли Джованні Баттіста Вентурі опублікував 1797 в Парижі опис окремих його рукописів, вивезених Бонапартом з Мілана.
Єдиний його винахід, що здобув визнання за його життя, — коліщатковий замок для пістолета (що заводився ключем). На початку пістолет з коліщатковим замком був мало поширений, але до середини XVI століття став популярним у дворян, особливо у кавалерії, що відбилося на конструкції лицарських обладунків, а саме: максимільянівські лати через необхідність стріляти з пістолетів стали робити з рукавичками на пальці замість рукавиць. Коліщатковий замок для пістолета, винайдений Леонардо да Вінчі, був настільки вдалим, що зустрічався і в XIX столітті.
Багато авторитетних істориків науки, наприклад П. Дюем, К. Трусделл, Г. К. Михайлов, ставлять під сумнів оригінальність ряду механічних результатів да Вінчі.

## Літературна спадщина
Величезна літературна спадщина Леонардо да Вінчі дійшла до наших днів у хаотичному вигляді, в рукописах, написаних лівою рукою. Хоча Леонардо да Вінчі не надрукував з них жодного рядка, проте в своїх записах він постійно звертався до уявного читача і всі останні роки життя не полишав думки про видання своїх праць.
Вже після смерті Леонардо да Вінчі його друг і учень Франческо Мельці вибрав з них уривки, що стосуються живопису, з яких був згодом скомпонований «Трактат про живопис» (Trattato della pittura, 1-е видання 1651 року). У повному вигляді рукописна спадщина Леонардо да Вінчі була опублікована тільки в XIX–XX століттях. Крім величезного наукового і історичного значення вона має також художню цінність завдяки стислому, енергійному складу і незвичайно чистій мові. Живучи в епоху розквіту гуманізму, коли італійська мова вважалася другорядною в порівнянні з латиною, Леонардо да Вінчі захоплював сучасників красою і виразністю своєї мови (за переказами він був хорошим імпровізатором), але не вважав себе літератором і писав, як говорив; тому його проза — зразок розмовної мови інтелігенції XV століття, і це уберегло її загалом від штучності і велемовності, властивій прозі гуманістів, хоча в деяких пасажах дидактичних писань Леонардо да Вінчі ми знаходимо відгомони пафосу гуманістичного стилю.
Навіть у найменш «поетичних» за задумом фрагментах стиль Леонардо да Вінчі відзначається яскравою образністю; так, його «Трактат про живопис» супроводжується прекрасними описами (наприклад, опис потопу), що вражають майстерністю словесної передачі живописних і пластичних образів. Разом з описами, в яких відчувається манера художника-живописця, Леонардо да Вінчі дає в своїх рукописах безліч зразків оповідної прози: байки, фацеції (жартівливі розповіді), афоризми, алегорії, пророцтва. У байках і фацеціях Леонардо стоїть на рівні прозаїків XIV століття з їхньою простодушною практичною мораллю; а деякі його фацеції не відрізняються від новел Франко Сакетті.
Фантастичніший характер мають алегорії і пророцтва: по-перше, Леонардо да Вінчі використовує прийоми середньовічних енциклопедій і бестіаріїв; інші мають характер жартівливих загадок, що відрізняються яскравістю і влучністю фразеології і пройнятих уїдливою, майже вольтерівською іронією, — це, наприклад жарти щодо знаменитого проповідника Джироламо Савонароли. Нарешті, в афоризмах Леонардо да Вінчі виражена в епіграматичній формі його філософія природи, його думки про внутрішню суть речей. Художня література мала для нього винятково утилітарне, допоміжне значення.
Особливе місце в спадщині художника займає трактат «Про гру в шахи» (лат. «De Ludo Schacorum») — книга італійського монаха-математика Луки Бартоломео Пачолі з монастиря Гроба Господнього латинською мовою. Трактат відомий також під назвою «відганяти нудьгу» (лат. «Schifanoia»). Частина ілюстрацій до трактату атрібутіруются Леонардо да Вінчі, а деякі дослідники стверджують, що їм складені і деякі шахові задачі з цієї збірки.

### Щоденники Леонардо
Нині від щоденників Леонардо уціліло близько 7000 сторінок, які були розділені на декілька колекцій. Спочатку безцінні замітки належали улюбленому учневі майстра, Франческо Мельці, але коли той помер, рукописи зникли. Окремі фрагменти почали «спливати» на межі XVIII–XIX століть. Спочатку вони не викликали належного інтересу, численні власники навіть не підозрювали, який скарб потрапив їм до рук. Але коли науковці встановили авторство, з'ясувалося, що і книги комор, і мистецтвознавчі есе, і анатомічні замальовки, і дивні креслення, і дослідження з геології, архітектури, гідравліки, геометрії, військових фортифікацій, філософії, оптики, розповіді про навколишніх, зокрема жінок, техніки малюнка — твори однієї людини. Всі записи в щоденниках Леонардо зроблені особливою манерою і їх читають у дзеркальному відображенні. Леонардо був амбідекстром - в однаковому ступені добре володів правою і лівою руками; кажуть навіть, що він міг одночасно писати різні тексти різними руками. Однак більшість праць він написав лівою рукою справа наліво. Багато хто думає, що таким чином він хотів зробити таємними свої дослідження. Можливо, так воно і є. За іншою версією, дзеркальний почерк був його індивідуальною особливістю (є навіть відомості, що йому було простіше писати так, ніж нормальним чином); існує навіть поняття «почерку Леонардо». На одній зі сторінок Леонардо згадав так звану Карею де Бофон як жінку свого серця та неймовірну красуню. Після цього да Вінчі часто згадував Карею на сторінках своїх щоденників. За де Бофон в щоденнику почало все частіше з'являтися ім'я Марілея Лора.

## Мислитель
Творець «Таємної вечері» і «Джоконди» проявив себе і як мислитель, рано усвідомивши необхідність теоретичного обґрунтування художницької практики: «Ті, хто беруться практикувати без знань, схожі на моряка, що вирушає в путь без керма і компаса. Практика завжди має ґрунтуватись на доброму знанні теорії».
Вимагаючи від художника поглибленого вивчення зображених предметів, Леонардо да Вінчі заносив усі свої спостереження в записник, який постійно носив при собі. Підсумком став своєрідний інтимний щоденник, подібного до нього немає у всій світовій літературі. Малюнки, креслення і ескізи супроводжувалися короткими замітками з питань перспективи, архітектури, музики, природознавства, військово-інженерної справи тощо; все це пересипано різноманітними висловами, філософськими міркуваннями, алегоріями, анекдотами, байками. У сукупності записи цих 120 книжок представляють матеріали для величезної енциклопедії. Проте він не прагнув до публікації своїх думок і навіть вдавався до тайнопису, деякі з його записів не розшифровані досі.
Визнаючи єдиним критерієм істини досвід, протиставляючи метод спостереження і індукції відстороненому розмірковуванню, Леонардо да Вінчі не тільки на словах, а на ділі завдав смертельного удару середньовічній схоластиці з її пристрастю до абстрактних логічних формул і дедукції. Для Леонардо да Вінчі добре говорити означало правильно думати, тобто мислити незалежно, не визнавати жодних авторитетів. Так Леонардо да Вінчі дійшов до заперечення не тільки схоластики, але і гуманізму.
Заперечуючи книжкову ученість, оголошуючи завданням науки (а також мистецтва) пізнання речей, Леонардо да Вінчі випередив нападки Монтеня на вчених буквоїдів і відкрив за 100 років до Галілея і Бекона епоху нової науки.
|  | Пусті і повні помилок ті науки, які не породжені досвідом, батьком всякої достовірності, і не завершуються в наочному досвіді |

|  | Жодне людське дослідження не може називатися дійсною наукою, якщо воно не пройшло через математичні докази. І якщо ти скажеш, що науки, що починаються і закінчуються в думці, володіють істиною, то в цьому не можна з тобою погодитися, тому що в таких чисто уявних міркуваннях не бере участь досвід, без якого немає ніякої достовірності |

## Учні
З майстерні Леонардо вийшли такі учні («Леонардески»), як:
- Амброджо де Предіс
- Джованні Больтрафіо
- Франческо Наполетано
- Франческо Мельці
- Андреа Соларіо
- Джампетріно
- Бернардіно Луїні
- Чезаре да Сесто

Свій багаторічний досвід виховання молодих живописців уславлений майстер узагальнив у ряді практичних рекомендацій. Учень повинен спочатку оволодіти перспективою, досліджувати форми предметів, потім копіювати малюнки майстра, малювати з натури, вивчити твори різних живописців, і тільки після цього братися до самостійної творчості. «Навчись перш старанності, ніж швидкості», — радить Леонардо. Майстер рекомендує розвивати пам'ять і особливо фантазію, спонукаючи вдивлятися в неясні контури полум'я і знаходити в них нові, дивовижні форми. Леонардо закликає живописця досліджувати природу, щоб не уподібнитися дзеркалу, яке відображає предмети, не володіючи знанням про них. Учитель створив «рецепти» зображення обличчя, фігури, одягу, тварин, дерев, неба, дощу. Крім естетичних принципів великого майстра, його записки містять мудрі життєві поради молодим художникам.

## Після Леонардо
У 1485 році, після великої епідемії чуми в Мілані, Леонардо запропонував владі проєкт ідеального міста з певними параметрами, плануванням і каналізаційною системою. Міланський герцог Лодовіко Сфорца відхилив проєкт. Пройшли століття, і влада Лондона визнали план Леонардо досконалою основою для подальшої забудови міста. У сучасній Норвегії знаходиться діючий міст, створений за проєктом Леонардо да Вінчі. Випробування парашутів і дельтапланів, виконаних за ескізами майстра, підтвердили, що лише недосконалість матеріалів не дозволила йому піднятися в небо. У римському аеропорту, що носить ім'я Леонардо да Вінчі, встановлена його велетенська статуя з моделлю вертольота в руках. «Не обертається той, хто спрямований до зірки», — писав Леонардо.

## Твори Леонардо в музеях світу
- Вашингтон, Національна галерея мистецтв
- Уффіці, Флоренція
- Лондон, Національна галерея
- Лувр, Париж
- Петербург, Ермітаж
- Мілан, Брера
- Краків, Польща
- Турин, малюнки, в тому числі гаданий Автопортрет
- Ватикан, (держава всередині Італії).
- Мюнхен, Стара пінакотека

## Вшанування пам'яті
- 3000 Леонардо — астероїд, який названо на честь Леонардо да Вінчі.
- На честь Леонардо був названий підводний човен, яким командував Джанфранко Гаццана Пріароджа — найкращий італійський підводник Другої світової війни.

Кінематограф
- «Життя Леонардо да Вінчі» — телевізійний міні-серіал 1971 року (реж. Ренато Кастеллані, Леонардо — Пилип Леруа)
- «Демони Да Вінчі» — американський телевізійний серіал 2013 року (ідея  — Девід С. Ґоєр, Леонардо — Том Райлі)
- «Леонардо. Історія генія» — документально-ігровий фільм 2016 року (реж. Лука Лучіні та Ніко Маласпіна; Леонардо — Сандро Ломбарді)
- «Леонардо» — італійський телевізійний серіал 2021 року (реж. Френк Спотніц, Леонардо — Ейдан Тернер)

## Цікаві факти
- Леонардо не залишив жодного автопортрета, який би міг бути однозначно приписаний йому. Науковці вагаються щодо того, чи знаменитий автопортрет Леонардо сангіною (традиційно датується 1512–1515 роками), і який зображує його старим, є саме автопортретом. Вважають, що, можливо, це всього лише етюд голови апостола для «Таємної вечері». Сумніви в тому, що це автопортрет художника, висловлювалися з XIX століття, останнім їх висловив недавно один з найбільших фахівців з творчості Леонардо, професор П'єтро Марані.
- Да Вінчі віртуозно грав на лірі. Коли в суді Мілана розглядалася справа Леонардо, він фігурував там саме як музикант, а не як художник чи винахідник.
- Леонардо першим пояснив, чому небо синє. У книзі «Про живопис» він писав: «Синява неба відбувається завдяки товщі освітлених частинок повітря, яка розташована між Землею і чорнотою, яка знаходиться вгорі».
- Леонардо був амбідекстером — однаковою мірою добре володів правою і лівою рукою. Кажуть навіть, що він міг одночасно писати різні тексти різними руками. Однак більшість праць він написав лівою рукою справа наліво.
- Леонардо да Вінчі мав досить неоднозначні погляди на релігію. Хоч він і виріс у католицькій сім'ї, називав Бога найвищим абсолютом, а Біблію — найвеличнішою книгою в історії людства —, також він висміював деяку діяльність тогочасної Католицької церкви, надмірно забобонних через релігію людей і шукав свого Бога у науці та природі. Він заперечував реальність Великого Потопу зі Старого Заповіту і різко негативно ставився до язичницької міфології, весь час знаходячи наукові аргументи для показу абсурдності різноманітних богів. Він надавав дуже велику вагу вивченню древньогрецької філософії і особливо шанував Аристотеля і Платона.[джерело?]
- Вважають, що да Вінчі був вегетаріанцем (Андреа Корсан у листі до Джуліано ді Лоренцо Медічі порівняв Леонардо з одним індусом, який не їв м'яса). Часто приписувана да Вінчі фраза «Якщо людина прагне до свободи, чому вона птахів і звірів тримає в клітках?... людина воістину цар звірів, адже вона жорстоко винищує їх. Ми живемо, вбиваючи інших. Ми ходячі цвинтарі! Ще в ранньому віці я відмовився від м'яса» взята з англійського перекладу роману Дмитра Мережковського «Воскреслі боги. Леонардо да Вінчі».
- Леонардо в своїх знаменитих щоденниках писав справа наліво в дзеркальному відображенні. Багато хто думає, що таким чином він хотів зробити таємними свої дослідження. Можливо, так воно і є. За іншою версією, дзеркальний почерк був його індивідуальною особливістю (є навіть відомості, що йому було простіше писати так, ніж нормальним чином); існує навіть поняття «почерк Леонардо».
- У числі захоплень Леонардо були навіть кулінарія та мистецтво сервірування. У Мілані протягом 13-ти років він був розпорядником придворних бенкетів. Винайшов кілька кулінарних пристосувань, які полегшують працю кухарів. Оригінальна страва «від Леонардо» — тонко нарізане тушковане м'ясо, з укладеними зверху овочами, — мала велику популярність на придворних бенкетах.
- У книгах Террі Пратчетта є персонаж на ім'я Леонард, прототипом якого став Леонардо да Вінчі. Пратчеттів Леонард пише справа наліво, винаходить різні машини, займається алхімією, пише картини (найвідоміша — портрет Мони Ягг).
- Леонардо — другорядний персонаж у відеоіграх Assassin's Creed 2 і Assassin's Creed Brootherhood. У них він показаний ще молодим, але талановитим художником, а також винахідником.
- Чимале число рукописів Леонардо вперше опублікував хранитель Амброзіанської бібліотеки Карло Аморетті.
- Згідно з дослідженням проєкту «The Leonardo da Vinci DNA Project», завершеним 2021 року, в роду Леонардо да Вінчі є 14 живих представників. Вони належать до 5-и родинних гілок, які сходять до діда Леонардо, Мішеля (своїх дітей Леонардо не мав)[17].
- Науковці з генетичної лабораторії "Boyalife Group" планують клонувати Леонардо да Вінчі.[18]